# Henry Justin Allen

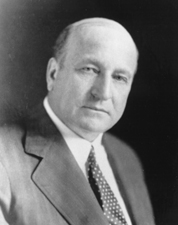
Henry Justin Allen

Henry Justin Allen (* 11. September 1868 in Pittsfield, Warren County, Pennsylvania; † 17. Januar 1950 in Wichita, Kansas) war ein US-amerikanischer Politiker der Republikanischen Partei und von 1919 bis 1923 der 21. Gouverneur von Kansas. Diesen Bundesstaat vertrat er außerdem im US-Senat.

## Frühe Jahre und politischer Aufstieg
Bereits im Jahr 1870 kam Henry Allen als Kleinkind mit seinen Eltern nach Kansas. Die Familie ließ sich im Clay County nieder. Henry Allen besuchte das Washburn College und die Baker University. Danach stieg er in das Zeitungsgeschäft ein. Bald erwarb er einige Zeitungen, die er selbst herausgab und in denen er auch einige Artikel selbst verfasste. Eine dieser Zeitungen war „The Wichita Daily Beacon“. Während des Spanisch-Amerikanischen Krieges war er Kriegsberichtserstatter von der Invasion in Kuba. Im Ersten Weltkrieg war er im Auftrag des Roten Kreuzes in Frankreich, von wo er ebenfalls journalistische Berichte verfasste. In Frankreich besichtigte er auch die Truppenunterkünfte der amerikanischen Soldaten.
Allens politische Laufbahn begann im Jahr 1899 als Sekretär von Gouverneur William E. Stanley. Diese Position behielt er bis 1901. 1912 war er Vorsitzender der Republican National Convention. 1918 wurde er von seiner Partei als Kandidat für die anstehende Gouverneurswahlen nominiert.

## Gouverneur und US-Senator
Nach der erfolgreichen Wahl konnte Allen sein neues Amt am 13. Januar 1919 antreten. Nach seiner Wiederwahl im Jahr 1920 konnte er insgesamt vier Jahre in diesem Amt verbleiben. In dieser Zeit musste die Industrieproduktion wieder auf den zivilen Bedarf umgestellt werden. In jenen Jahren wurde die Kraftfahrzeugregistrierung in Kansas mit Hilfe von Nummernschildern eingeführt. Die Rücklagen der Staatsbank wurden erhöht und neue Arbeitsgesetze wurden für den Kohlebergbau erlassen. Außerdem musste sich die Regierung mit den Aktivitäten des Ku-Klux-Klan auseinandersetzen, der damals auch in Kansas aktiv wurde.
Nach dem Ende seiner Amtszeit war Allen in den Jahren 1923 und 1924 Regierungsbeauftragter für die Nahosthilfe. Während des Wahlkampfes von 1928 war er Leiter der Öffentlichkeitsarbeit der Republikanischen Partei (Director of Publicity). Zwischen 1929 und 1931 vertrat er seinen Heimatstaat Kansas im US-Senat. Danach war er bis zu seinem Tod mit seinen Zeitungen beschäftigt. Er war Herausgeber des „Topeka State Journal“ und Aufsichtsratsvorsitzender der Zeitung „Wichita Beacon“. Henry Allen starb im Januar 1950. Er war seit 1892 mit Elsie Jane Nuzman verheiratet. Aus der Ehe gingen fünf Kinder hervor, von denen nur die Tochter Henrietta (1900–1972) das Erwachsenenalter erreichte. Henrietta heiratete 1932 Julius C. Holmes.